# Broken Hill
Broken Hill ist eine Bergbausiedlung mit etwa 17.500 Einwohnern im äußersten Westen des australischen Bundesstaats New South Wales 20 Kilometer Luftlinie östlich der Grenze zu South Australia. Die Entfernung zur Metropole Sydney beträgt ca. 1200 km in Richtung Osten, Adelaide liegt etwa 500 km südwestlich.
Die Stadt Broken Hill deckt sich zum größten Teil mit dem lokalen Verwaltungsgebiet Broken Hill City. Die Stadt ist Sitz des römisch-katholischen Bischofs des Bistums Wilcannia-Forbes.
In Broken Hill gilt wie im benachbarten South Australia die Australian Central Standard Time (UTC+9:30), anders als im Rest von New South Wales, wo die Australian Eastern Standard Time (UTC+10) gilt. In der Stadt ist es damit immer eine halbe Stunde früher als im Rest des Bundesstaates.

## Geschichte

### Besiedelung
Man geht davon aus, dass die ersten Siedler in der Region des späteren Broken Hills Aborigines aus der Wiljakali Gruppe waren. Aufgrund des Wassermangels in der Region ist eine temporäre Besiedelung ebenso wie eine Vertreibung durch die ersten europäischen Siedler wahrscheinlich.
Der erste Europäer in der Region war der ’’Surveyor General of New South Wales’’, also der oberste Landvermesser von New South Wales im Jahre 1841.
Im Jahre 1844 entdeckte Charles Sturt bei seinen Erkundungen den Barrier Range (Höhe 439 m). Der Name deutet darauf hin, dass die Gebirgskette für Sturt das Große Hindernis in Richtung Norden war, das ihn bei der Suche nach einem im Inland gelegenen See den Weg versperrte. Sie bestand aus altem, metamorphem Sedimentgestein, das von Granit, Diorit etc. intrudiert und von zahllosen weißen Quarzadern durchsetzt war.
Nomaden begannen in den 1850ern das Gebiet zu besiedeln, ihre Versorgungsroute führte dabei entlang des Darling Flusses.
Auch die Expedition von Burke und Wills von 1860 bis 1861 führte durch das Gebiet, eines ihrer Basecamps befand sich im nahegelegenen Menindee.

### Goldrausch
Sturts Beschreibung der Gesteinsformationen von 1848 führte 1867 zu einem Goldrausch, der durch Wassermangel und das Nichtfinden von Gold ein jähes Ende fand. Zu diesem Zeitpunkt wurde nur nach Gold und nicht nach anderen Metallen oder Erzen gesucht, die reichhaltigen Silbervorkommen wurden übersehen.
Die ersten belegten Funde von Silber-Blei-Erz gehen auf P. Green und das Jahr 1876 zurück: Er fand das Erz in Thackaringa, 50 km von Broken Hill entfernt. Der erfolgreiche Abbau dieser Vorkommen führte 1882 zu einem erneuten ’Rausch’ in das Gebiet (Thackaringa und Umberumberka). Mit der Vermessung des Gebietes von Silverton im Jahre 1883 wurden zahlreiche reich vererzte Silbererzkörper angetroffen.

### Stadtgründung
Die Stadtgründung fand erst im Jahr 1883 statt: Charles Rasp, ein Kontrolleur von Weidezäunen für die ’Mount Gipps Station’ entdeckte in der Region einige Gesteinsformationen, u. a. Quarzaufbruch (ein Zeichen für Bodenschätze) und nahm Proben von einem Metall mit, von dem er glaubte, dass es Zinn sei. Eine Analyse ergab eine hohe Konzentration von Silber und Blei sowie Spuren von Zink und weiteren Schwermetallen. Die Konzentration von Silber in dem von Rasp gesammelten Erz waren höher als in jeder bis dahin bekannten Abbaustätte.

### Bergbau

North Mine in Broken Hill

Rasp sicherte sich mit dem „Syndicate of Seven“ einen 16 ha großen Claim, sowie die sechs um diesen ursprünglichen liegende Claims von ebenfalls jeweils 16 ha. Das Syndikat wurde für verrückt erklärt, schaffte es jedoch, einen Schacht, den Rasp-Schacht, abzuteufen und traf 1884 in 30 m Teufe eine reiche Silbervererzung an. Kurz darauf wurde auch in anderen Bereichen des zentralen Claims Silbererz gefunden. Ab 10. August 1885 wurden Anteilsscheine an der „Broken Hill Proprietary Co.“ verkauft. Die Firma diversifizierte sich ab dem zweiten Jahrzehnt des 20. Jahrhunderts, zunächst als Stahlproduzent in Newcastle, nördlich von Sydney. 1939 gab die Firma den Abbau in Broken Hill auf, der seitdem von anderen Firmen betrieben wurde, und entwickelte sich im Laufe der Zeit zum heutigen australisch-britischen Weltkonzern BHP. In 2002 erwarb die Firma Perilya, die seit 2009 mehrheitlich im Besitz der chinesischen Shenzhen Zhongjin Lingnan Nonfemet ist, die Bergwerke in Broken Hill von Pasminco.
Broken Hill ist die älteste noch im Betrieb befindliche Blei-, Zink- und Silberlagerstätte Australiens. Der Haupterzkörper erstreckt sich über 5 km und bis in mehrere 100 m Teufe. Seit 1885 wurden mehr als 200 Millionen Tonnen Erz in Broken Hill abgebaut.

### Ursprung des Stadtnamens
Es war Sturt, der in seinem Tagebuch einen ’’Broken Hill’’ (englisch: gebrochener Hügel) beschrieb. Der ‚gebrochene Hügel’, dem Broken Hill seinen Namen verdankt, bestand aus einer Vielzahl von Hügeln, die so aussahen, als ob sie von einem Spalt geteilt wurden.
Im Rahmen der späteren Bergbauarbeiten wurden die Hügel, die der Stadt ihren Namen gaben, vollständig abgebaut.

## Klima, Vegetation
Das in der semiariden Klimazone gelegene Broken Hill hat durch seine erhöhte Lage auf über 300 m über NN nicht ganz so hohe Temperaturen wie das umliegende Land, Sandstürme sind jedoch häufig.
In den ersten Jahren des Bergbaus wurde die Vegetation um Broken Hill gerodet. Bis auf einen Grasbewuchs mit vereinzelten Kräutern nach Regenschauern konnte sich keine dauerhafte Vegetation bilden. Erst durch eine groß angelegte Begrünungsmaßnahme in den 1930er-Jahren wurde ein Teil der ursprünglichen Vegetation wiederhergestellt.
|                       | Jan  | Feb  | Mär  | Apr  | Mai  | Jun  | Jul  | Aug  | Sep  | Okt  | Nov  | Dez  |   |       |
| Mittl. Tagesmax. (°C) | 32,8 | 32,2 | 29,0 | 23,9 | 19,2 | 15,6 | 15,1 | 17,3 | 21,1 | 24,9 | 28,6 | 31,3 | ⌀ | 24,2  |
| Mittl. Tagesmin. (°C) | 18,5 | 18,2 | 15,6 | 11,8 | 8,6  | 6,2  | 5,4  | 6,4  | 8,9  | 11,7 | 14,7 | 17,1 | ⌀ | 11,9  |
|                       |      |      |      |      |      |      |      |      |      |      |      |      |   |       |
| Niederschlag (mm)     | 24,5 | 25,5 | 21,2 | 17,4 | 22,5 | 21,9 | 18,9 | 18,5 | 20,4 | 24,5 | 20,7 | 21,7 | Σ | 257,7 |
|                       |      |      |      |      |      |      |      |      |      |      |      |      |   |       |
| Regentage (d)         | 2,5  | 2,6  | 2,2  | 2,1  | 3,1  | 3,4  | 3,5  | 3,3  | 3,0  | 3,5  | 2,8  | 2,5  | Σ | 34,5  |

| 18,5 |

| 18,2 |

| 15,6 |

| 11,8 |

| 8,6 |

| 6,2 |

| 5,4 |

| 6,4 |

| 8,9 |

| 11,7 |

| 14,7 |

| 17,1 |

| 18,5 |

| 18,2 |

| 15,6 |

| 11,8 |

| 8,6 |

| 6,2 |

| 5,4 |

| 6,4 |

| 8,9 |

| 11,7 |

| 14,7 |

| 17,1 |

## Geologie
Broken Hill befindet sich im Süden der sogenannten Curnamona Province, einem kratonen Block im Westen von New South Wales und im Osten von South Australia. Die Broken Hill Domain mit dem Erzkörper von Broken Hill ist der südöstliche Teil der Curnamona Province, in der die Paläoproterozoischen Gesteine der Willyama Supergroup zutage treten. Die Gesteinseinheit wurde vermutlich in einem intrakontinentalen Backarc-Becken hinter einer Subduktionszone abgelagert. Das Alter der Supergroup beträgt etwa 1,72 bis 1,70 Milliarden Jahre. Bei diesem Becken handelte es sich vermutlich um ein Halbgrabensystem, die Hauptstörung wird westlich von Broken Hill angenommen. Die Mächtigkeit der Willyama Supergroup wird in der Broken Hill Domain auf bis zu 13 km geschätzt. Vor etwa 1,6 Milliarden Jahre wurden die Gesteinseinheiten bei der Olarischen Orogenese metamorph überprägt und deformiert. Die Delamerische Orogenese vor etwa 500 Millionen Jahre hatte ebenfalls einen Einfluss auf die Gesteinseinheiten, wenn auch einen weit geringeren.
Der Erzkörper von Broken Hill befindet sich stratigraphisch etwa im mittleren Teil der Willyama Supergroup. Es handelt sich dabei um eine sedimentär-exhalative Lagerstätte, wenn auch die genaue Genese noch umstritten ist. Es handelt sich um den größten Blei-Zink-Erzkörper der Welt mit rund 280 Millionen Tonnen Erz. Damit ist die Lagerstätte rund 10-mal größer als die vergleichbare Lagerstätte Rammelsberg bei Goslar in Deutschland. Haupterzminerale sind Galenit und Sphalerit, das Erz enthält aber auch große Mengen an Granat. Die durchschnittlichen Erzgehalte liegen bei 2,5 bis 15 % Blei, 5 bis 20 % Zink und 20 bis 300 g/t Silber. Die Lagerstätte Broken Hill ist für ihren Reichtum an verschiedenen Mineralen bekannt, unter ihnen viele außergewöhnliche Raritäten.

## Heutige Stadt

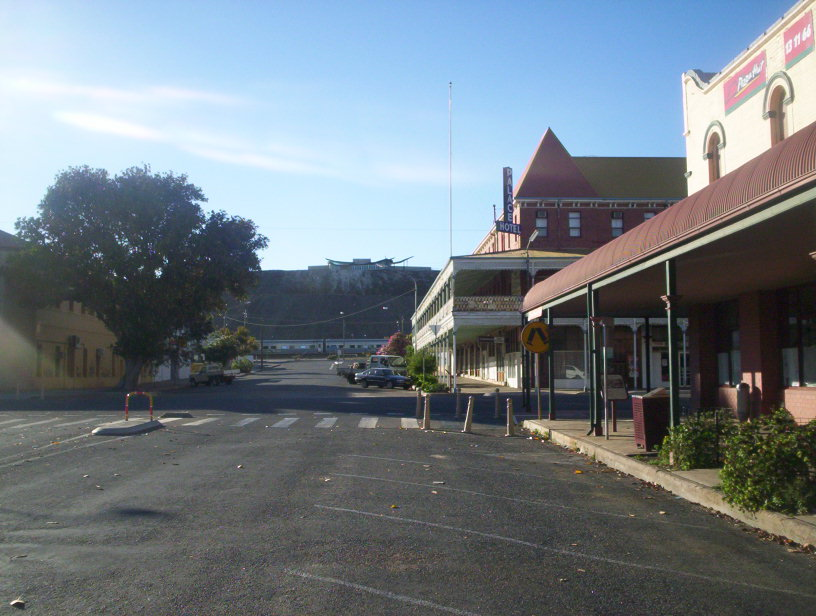
Argent Street. Im Hintergrund Palace Hotel und Indian-Pacific-Zug

Heute ist der Bergbauboom vorbei, das Blei-Silber-Zink-Sulfid wird aber noch immer in großen Mengen industriell abgebaut. Auch ehemals stillgelegte Minen werden wieder in Betrieb genommen, um tiefer gelegene Erzvorkommen unter der Stadt abzubauen.
Broken Hills Bevölkerung, die Anfang der 1960er-Jahre mit etwa 30.000 Einwohnern ihren Höhepunkt hatte, ist seither kräftig geschrumpft. Das Alter der Bevölkerung betrug 2021 im Median 44 Jahre (in NSW allgemein 39 Jahre). Etwa 10,0 % der Bevölkerung sind Aboriginals. 86 % der Bevölkerung wurden in Australien geboren.  Häuser mit vier Zimmern hatten 2020 einen Medianpreis von unter 150.000 Australischen Dollar und zählen zu den günstigsten im ganzen Land. In der weiteren Umgebung der Stadt im Outback Australiens befinden sich zahlreiche Wüsten-Nationalparks und Geisterstädte wie zum Beispiel Silverton.

## Baudenkmäler
- 227 Argent Street: Palace Hotel

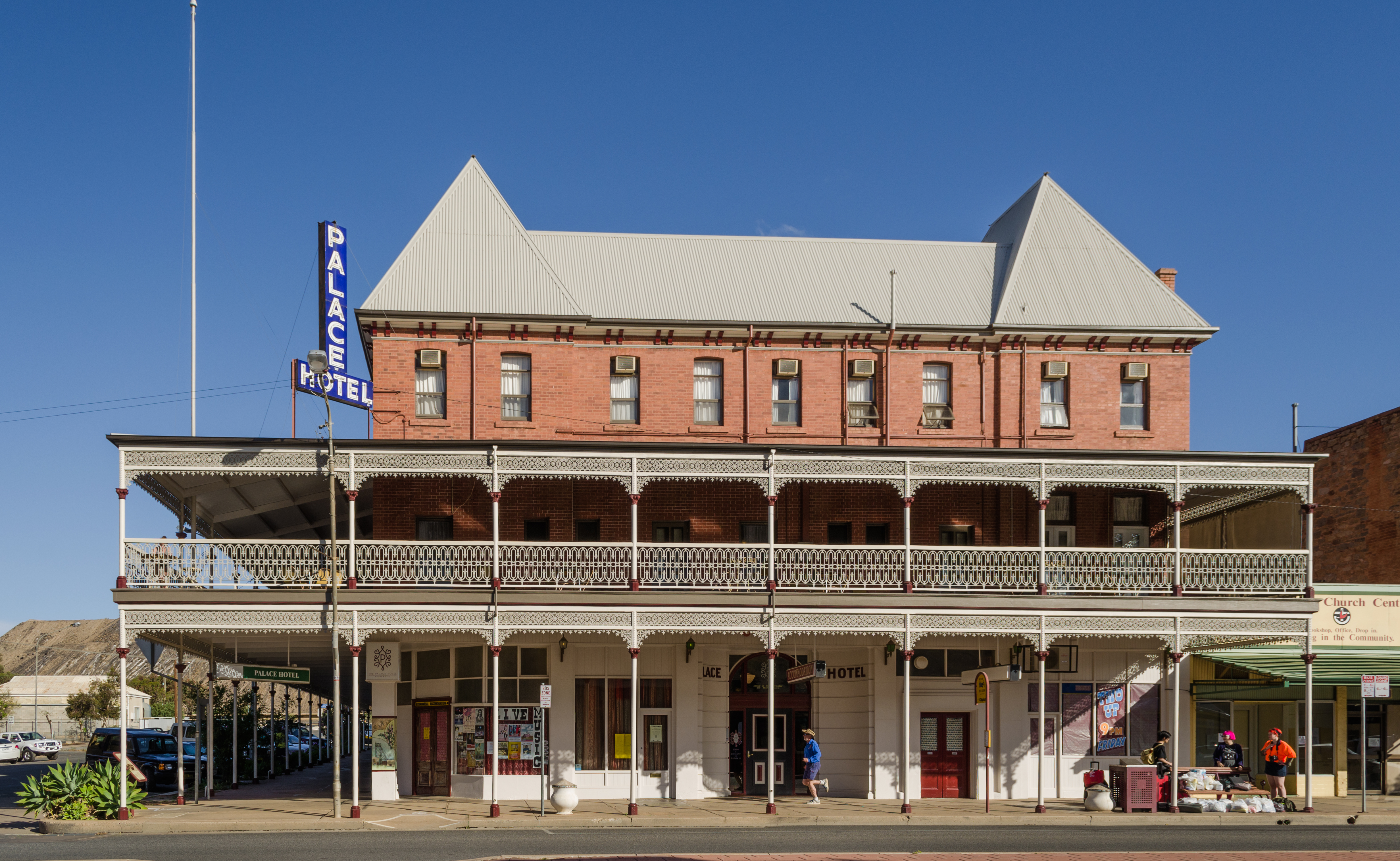
Palace Hotel, Broken Hill NSW

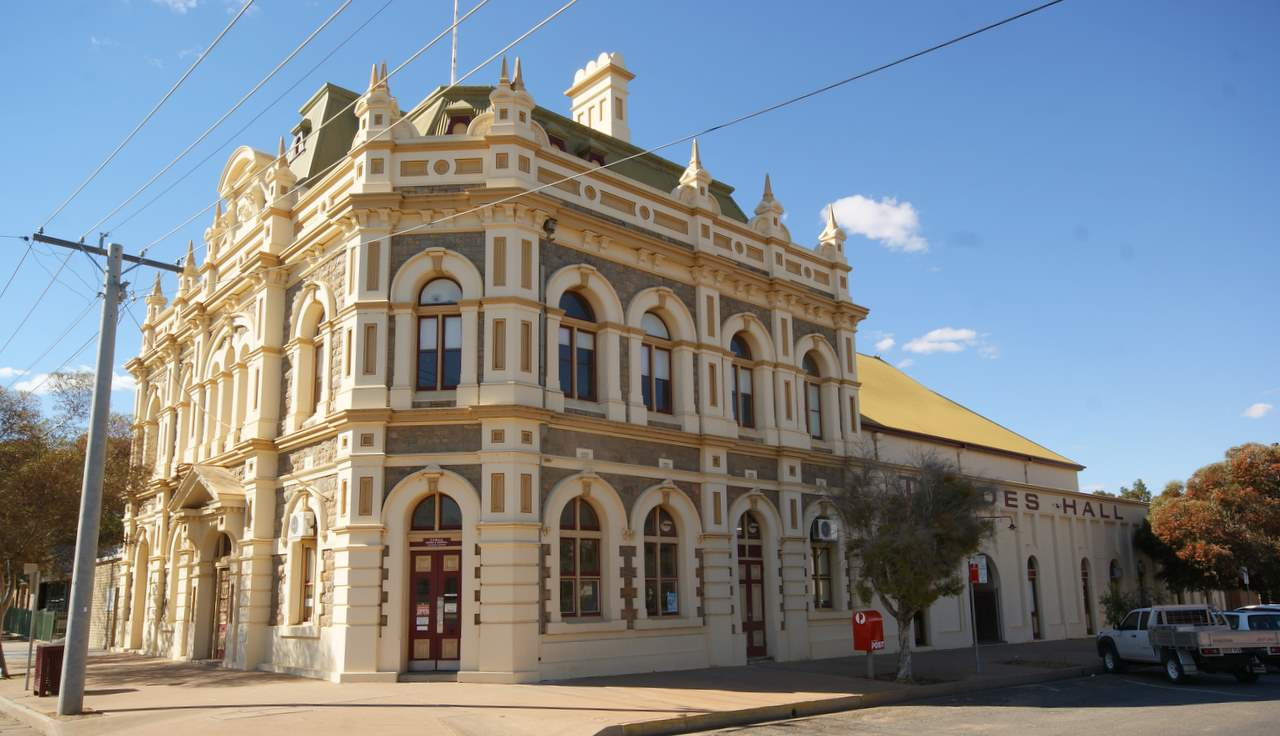
Broken Hill Trades Hall

- 258–260 Argent Street: Broken Hill Postamt
- 404–408 Argent Street: Walter Sully Emporium (Kaufhaus)
- Broken Hill Bahnstation
- Buck Street: Moschee
- Cobalt Street: Wesley Uniting Church
- 160 Crystal Street: Seppelts Lager (Spirituosenlager)
- Ecke Gaffney und Oxide Streets, Proprietary Square: erstes BHP Büro, Ruine des Schornsteins
- 232 Lane Street: „The Old Convent“, St Joseph’s Convent
- Lane St. & Sulphide St.: Sacred Heart Cathedral des römisch-katholischen Bistums Wilcannia-Forbes, erbaut 1905
- 34 Sulphide Street: Trades Hall (Gewerkschaftshaus)
- 165 Wolfram Street: Synagoge, erbaut 1910
- Day Dream Smelter (Erzschmelze)

## Straßennamen
Auffällig in Broken Hill ist, dass viele Straßen die Namen von chemischen Elementen oder Mineralstoffen tragen, als Hommage an die Rohstoffe, durch die Broken Hill groß geworden ist. Straßen und Wege haben daher Namen wie „Kaolin Street“, „Gypsum Street“, „Crystal Street“ und „Silver Street“ (siehe Bild). 

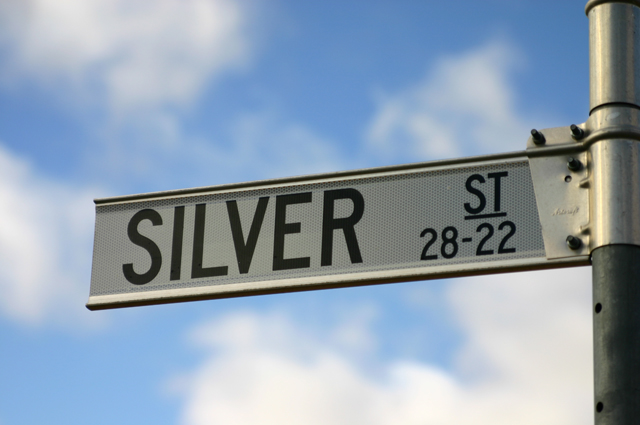
Das Straßenschild der Silver Street.

## Verkehr
Broken Hill liegt an der Eisenbahnstrecke des Indian Pacific von Perth nach Sydney. Ursprünglich trafen sich hier eine Schmalspur- und eine Normalspurstrecke. Seit der Eröffnung der Normalspurstrecke von Port Pirie nach Broken Hill im Jahr 1970 ist diese Verbindung durchgängig befahrbar und damit auch die volle Transaustralische Eisenbahn von Perth nach Sydney.

## Bleibelastung
Bei Kleinkindern in Broken Hill wurden erhöhte Bleiwerte im Blut als Zeichen einer chronischen Bleibelastung gemessen. Diese sind Folge einer Exposition von Bleistäuben, wie sie beim Abbau des bleihaltigen Silbererzes freigesetzt wurden und werden. Die Bleiaufnahme durch Kleinkinder erfolgt oral, also durch Aufnahme des Bleistaubes durch den Mund.
Durch eine sehr gewissenhafte Abdichtung der Häuser und eine professionelle Säuberung konnte die Bleistaubbelastung in geschlossenen Wohnräumen kontrolliert werden. Außerhalb entsprechend gesicherter Wohnräume finden sich in den Stäuben noch immer hohe Bleikonzentrationen. Die Gesundheitsbehörde von New South Wales hat ein umfangreiches Programm zur Kontrolle der Bleibelastung von Einwohnern von Broken Hill eingerichtet. Statt einer fast aussichtslos erscheinenden Sanierung des gesamten Ortes, wird verstärkt auf eine Änderung des Verhaltens der Bevölkerung hingewirkt. Ziel ist es, dass nur 5 % der 1–4-jährigen eine Bleikonzentration im Blut von über 15 µg/dl aufweisen.

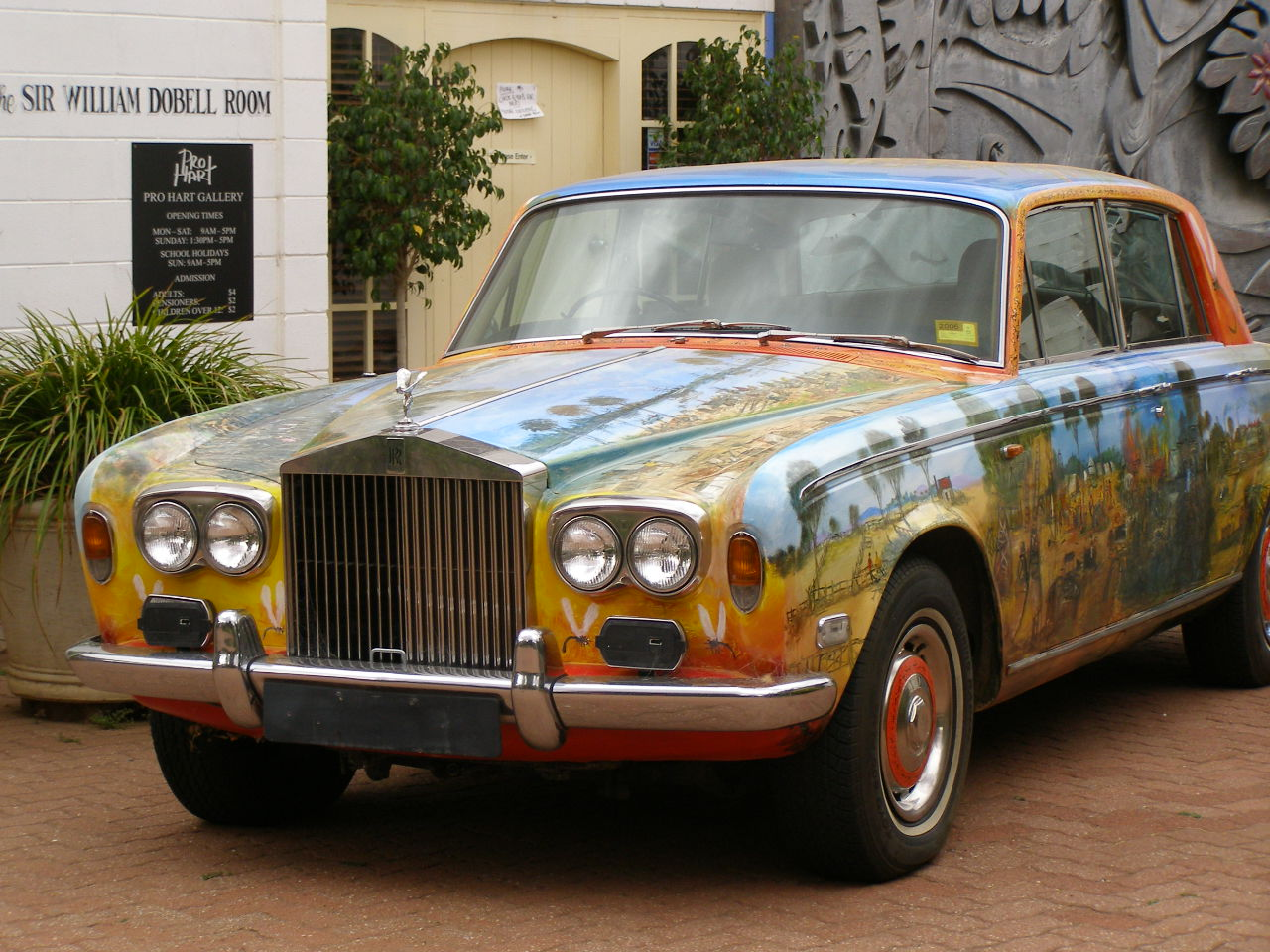
Pro Harts selbstbemalter Rolls-Royce vor der „Pro Hart Gallery“ in Broken Hill

## In Broken Hill geboren
- Chips Rafferty (1909–71), Schauspieler
- Murray Farquhar (1918–93), umstrittener Jurist
- Pro Hart (1928–2006), Kunstmaler
- June Bronhill (1929–2005), Opernsängerin
- Anna Ozolins (* 1974), Ruderin